# 경주 황오동 삼층석탑
경주 황오동 삼층석탑(慶州 皇吾洞 三層石塔)은 경상북도 경주시 성동동에 있는 삼층석탑이다. 1985년 8월 5일 경상북도의 문화재자료 제8호로 지정되었다.

## 참고 자료
- 경주 황오동 삼층석탑 - 국가유산청 국가유산포털